# Паризька єпархія УПЦ КП
Паризька єпархія — єпархія Європейського Екзархату Української Православної Церкви Київського Патріархату, що охоплює територію Франції та Італії. Єпархіальний центр — місто Париж. Правлячий архієрей — митрополит Ліонський, Паризький та всієї Франції Михаїл (Лярош). Станом на 13 травня 2017 року в Паризькій єпархії діє 6 парафій, 6 у Франції.
До 2017 року до Паризької єпархії належали також 8 парафій в Італії.

## Історія єпархії
У 1996 році Православна кафолічна церква Франції перейшла до юрисдикції Української православної церкви Київського патріархату, та було створено Паризьку єпархію.